# Архипов, Василий Михайлович
Васи́лий Миха́йлович Архи́пов (26 марта 1908, Омск, Акмолинская область, Российская империя — 14 августа 1943, близ Смоленска , СССР) — советский государственный деятель, участник Великой Отечественной войны.

## Биография
Родился 26 марта 1908 г. в Омске в русской рабочей семье. Отец был пожарным. В июне 1917 г. закончил один класс Омской церковно-приходской школы и работал погонщиком на баржах. С июля 1918 г. бороноволоком, то есть работником, который тянет борону вместо лошади, у крестьянина в д. Рыбье Тюкалинского уезда Акмолинской области. Первый пионер города Омска. С феврале 1920 г. по июль 1921 г. ученик Омской школы 1-й ступени, после окончания которой работал наборщиком типографии в Омске. В 1924 г. учился в Омской профессионально-технической школе. В 1924 г. вступил в РЛКСМ. С октября 1925 г. заведующий отдела агитации и пропаганды и секретарь 2-го горрайкома ВЛКСМ. С апреля 1926 г. кандидат в члены ВКП(б), а с мая 1927 г. член ВКП(б). С июня 1927 г. заведующий организационного отдела ВЛКСМ. С октября 1927 г. председатель Оргбюро, заведующий организационного отдела и ответственный секретарь Омского окружкома ВЛКСМ. С августа 1930 г. заведующий организационного отдела Западно-Сибирского крайкома ВЛКСМ в Новосибирске. С февраля 1931 г. заместитель заведующий отделом ЦК ВЛКСМ в Москве. С декабря 1934 г. 1-й секретарь Курского обкома ВЛКСМ. С марта 1936 г. ответственный инструктор ЦК ВЛКСМ. С августа 1936 г. главный инспектор Народного комиссариата просвещения РСФСР. С июля 1937 г. заведующий отделом руководящих кадров ктор Наркомата просвещения РСФСР. С мая 1938 г. и.о. 1-го секретаря Марийского обкома ВКП(б), с февраля 1939 г. 1-й секретарь Марийского обкома ВКП(б). Депутат Верховского совета Марийской автономной советской социалистической республики и Верховного совета РСФСР. Решением пленума Марийского обкома ВКП(б) 1 марта 1939 освобожден от работы «в связи с отзывом в распоряжение ЦК ВКП(б)». С 1939 г. главный инспектор, начальник контрольно-инспекторской группы, руководитель сельского отдела Народного комиссариата легкой промышленности РСФСР в Москве. С 1942 г. заместитель начальника Управления по Государственному обеспечению и бытовому устройству семей военнослужащих при Совете народных комиссаров РСФСР. В марте 1943 г. партийной коллегии Комитета партийного контроля при ЦК ВКП(б) исключен из ВКП(б), в том же месяце добровольно в Рабоче-крестьянской Красной армии. Закончил курсы младших лейтенантов Московского военного округа и с 29 марта 1943 г. красноармеец пулемётчик 1-го батальона 104-го стрелкового полка 62-й стрелковой дивизии 61-го стрелкового корпуса Западного фронта. 
Погиб 14 августа 1943 г. при наступлении у деревни Горбачи Смоленской области вёл интенсивный огонь, уничтожил 18 гитлеровцев, подавил огонь пулемётной точки; при контратаке противника защитил фланг наших подразделений, а когда враг стал окружать его самого, пулемётным огнём и гранатами уничтожил до 13 гитлеровцев, при этом погиб. Решением партийной коллегии Комитета партийного контроля при ЦК ВКП(б) 21 июля 1943 г. восстановлен в партии. 
Похоронен в окрестностях д. Горбач Спасо-Деменского района Калужской области.

## Награды
- Орден Отечественной войны I степени (23.02.1944) посмертно.[3]